# The First Mind
The First Mind는 2007년 2월 23일 발매된 씨야의 1집 정규 음반이다.

## 특징
씨야의 첫 번째 앨범인 《The First Mind》는 타이틀 곡이자 미디엄 템포 발라드 곡인 《여인의 향기》로 많은 사랑을 받았다.
이어 발표한 《구두》와 SG 워너비와의 듀엣곡인 《사랑하기 때문에》는 씨야라는 이름을 대중에게 알리는 계기를 마련하였다. 또한 《The First Mind》는 여자 그룹 가수로는 드물게 앨범 판매량이 10만 장을 넘었다.

## 순위 및 수상 기록
- SBS 《인기가요》 "뮤티즌 송"
  - 2006년 4월 23일 수상 - 《여인의 향기》

## 판매량
| 기준       | 판매량  | 누적 판매량 | 순위       |
| ---------- | ------- | ----------- | ---------- |
| 2006년 2월 | 3,504   | 3,504       | 27         |
| 3월        | 17,383  | 20,887      | 6          |
| 4월        | 18,406  | 39,293      | 5          |
| 5월        | 11,976  | 51,269      | 6          |
| 6월        | 5,315   | 56,584      | 15         |
| 7월        | 8,307   | 64,891      | 14         |
| 8월        | 13,996  | 78,887      | 7          |
| 9월        | 10,935  | 89,822      | 13         |
| 10월       | 2,979   | 92,801      | 26         |
| 11월       | 1,303   | 94,104      | 48         |
| 12월       | 1,647   | 95,751      | 50위 권 밖 |
| 2007년 1월 | 1,303   | 97,054      | 42         |
| 2월        | 1,103   | 98,157      | 42         |
| 3월        | 1,103   | 99,260      | 48         |
| 4월 ~ 8월  | 8,668   | 107,928     | -          |
| 누적       | 107,928 | 107,928     | -          |

## 곡 목록
| #   | 제목             | 작사           | 작곡           | 재생 시간 |
| --- | ---------------- | -------------- | -------------- | --------- |
| 1.  | 여인의 향기      | 안영민         | 조영수         | 3:45      |
| 2.  | 구두             | 류재현         | 류재현         | 4:10      |
| 3.  | 사랑하기 때문에  | 안영민         | 조영수         | 3:53      |
| 4.  | 접시꽃           | 김도훈, 황성진 | 김도훈, 김세훈 | 3:50      |
| 5.  | Promise U        | 류재현         | 류재현         | 3:41      |
| 6.  | 처음부터 또 다시 | 이현승         | 이현승         | 4:24      |
| 7.  | 유죄             | 강은경         | 이현승         | 4:05      |
| 8.  | 이별해보기       | 한성호         | 한성호         | 3:58      |
| 9.  | Tears and Fears  | 이희승         | 이경섭         | 3:28      |
| 10. | 사랑했다면       | 한성호         | 한성호         | 4:25      |
| 11. | 그냥             | 이경섭         | 이경섭         | 4:24      |
| 12. | 내 잘못입니다    | 한성호         | 한성호         | 4:12      |

## 기타
- 이 앨범의 제목을 《여인의 향기》라고도 부른다.
- 5번째 곡인 《Promise U》의 원곡은 바이브가 부른 《Promise U》이다.